# Kacper Kotkowski
Kacper Kotkowski (ur. 5 stycznia 1814 w Czerwonej Górze, zm. 28 kwietnia 1875 w Antwerpii) – ksiądz katolicki, proboszcz parafii w Ćmielowie, przełożony Instytutu Księży Demerytów na Łysej Górze.

## Życiorys
Pochodził z rodziny chłopskiej. W latach 1861–1862 organizował manifestacje patriotyczne. Był też inicjatorem zwołania 29 października 1862 zebrania we wsi Świętomarz koło Bodzentyna na którym spotkali się księża z powiatu kieleckiego, opatowskiego i innych i podjęli decyzję o zerwaniu ze stronnictwem „Białych” i przystąpieniu do Komitetu Centralnego stronnictwa” Czerwonych”. Po wybuchu powstania styczniowego został naczelnikiem cywilnym, a następnie komisarzem pełnomocnym Rządu Narodowego na województwo sandomierskie. Po upadku powstania wyemigrował. Przebywając w Paryżu stanął na czele założonego w 1864 radykalnego Stowarzyszenia Kapłanów Polskich. Wydalony z Francji w wyniku rosyjskiej prowokacji.

## Wybrane dzieła
- Duchowieństwo polskie wobec sprawy narodowej, Paryż 1865, nakł. Stowarzyszenia Kapłanów Polskich w Emigracyi zob.